# Life Support
Životní poslání (v anglickém originále Life Support) je americký dramatický televizní film z roku 2007 v hlavní roli s Queen Latifah. Je úzce založen na reálném životním příběhu Andrey Williamsové, HIV pozitivní ženy. Snímek měl premiéru 26. ledna 2007 na Sundance Film Festivalu, v americké televizi byl poprvé vysílán 10. března 2007 na HBO.
Film obdržel dvě nominace na ceny Emmy, Queen Latifafh získala Zlatý glóbus za nejlepší ženský herecký výkon v minisérii nebo TV filmu.